# Ume
Ume (Prunus mume; von jap. 梅, kana うめ), auch Japanische Aprikose, Japanische Pflaume oder Winterkirsche, ist eine Pflanzenart aus der Gattung Prunus in der Familie der Rosengewächse (Rosaceae). Sie gehört wie die Aprikose und die Sibirische Aprikose zur Sektion Armeniaca in der Untergattung Prunus. Eine andere oft als „Japanische Pflaume“ bezeichnete Art ist die Sumomo (Prunus salicina).
Der asiatische Ume-Baum stammt aus China, aus der Gegend von Sichuan, Shaanxi, West-Hubei, dort méi (chinesisch 梅, Pinyin méi, Jyutping mui4 – „Ume“) bzw. méishù (梅樹 / 梅树,  méishù, Jyutping mui4syu6 – „Ume-Baum“) genannt. Über kulturellen Austausch mit China wuchs der Ume-Baum jedoch schon in alten Zeiten auch in Japan und in Korea (dort maesil genannt). Er wird wegen seiner Früchte und Blüten kultiviert.
In Japan gibt es mehr als 300 Kultursorten der Ume. Sie werden in drei Typen eingeteilt:
- Wildpflaumen-Typ (野梅系, yabai-kei), als Pfropfunterlage genutzt
- Purpur-blütiger Typ (紅梅系, kōbai-kei), eher als Zierbaum angebaut
- Bungo-Typ (豊後系, Bungo-kei), liefert die besten Früchte

## Etymologie
Der wissenschaftliche Name (Prunus mume) bewahrt eine andere alte japanische Aussprache, möglicherweise die ursprüngliche mme (jap. んめ), was historisch als „mume“ (jap. むめ) geschrieben wurde, da es damals noch kein spezielles Kana für den verwendeten einzelnen Nasallaut gab. Alle drei Namen (chin. méi, jap. ume und kor. maesil) stammen von der länderspezifischen Aussprache desselben Schriftzeichens 梅 ab.

## Merkmale
Die Ume ist ein laubabwerfender Baum mit einer runden Krone, der Wuchshöhen von 1 bis zu 15 Meter erreicht, oder ein hoher Strauch. Die dünne Rinde ist graugrün, einzelne Exemplare dieser Bäume können über tausend Jahre alt werden.
Die einfachen, wechselständigen, frischgrünen, unterseits helleren, leicht ledrigen Laubblätter sind 4 bis 10 Zentimeter lang, eiförmig bis elliptisch und am Rand gesägt. In der Jugend sind sie beidseitig behaart, später oberseitig kahl, unterseitig nur auf den Nerven behaart und haben oft eine zugespitzte, schiefe Spitze.
Die Blüten sind einzeln oder zu zweit, einfach oder gefüllt. Sie sind weiß bis dunkelrosa gefärbt, fast sitzend, erscheinen vor den Blättern und duften insbesondere abends stark. Der Blütenbecher ist breit becherförmig, es ist ein Winterblüher und die Blüten erscheinen vor den Blättern.
Die kleine Steinfrucht hat einen Durchmesser von 2 bis 3 Zentimetern und ist gelb oder grün, etwas behaart, kugelig und sauer bis bitter. Der Steinkern ist grubig und haftet gut am Fruchtfleisch.
Die Chromosomenzahl beträgt 2n = 16, selten 32.

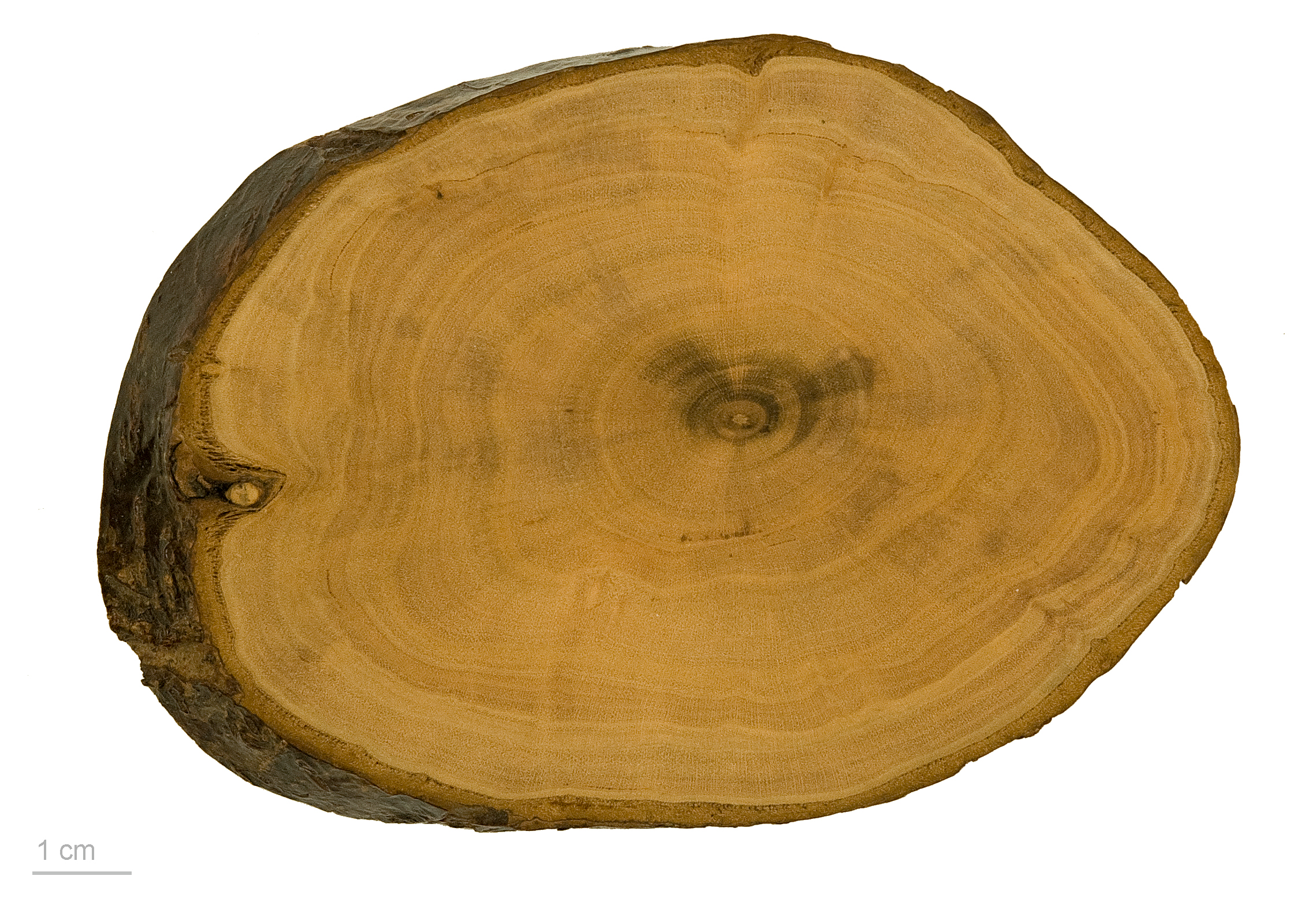
Querschnitt durch einen Ume-Stamm
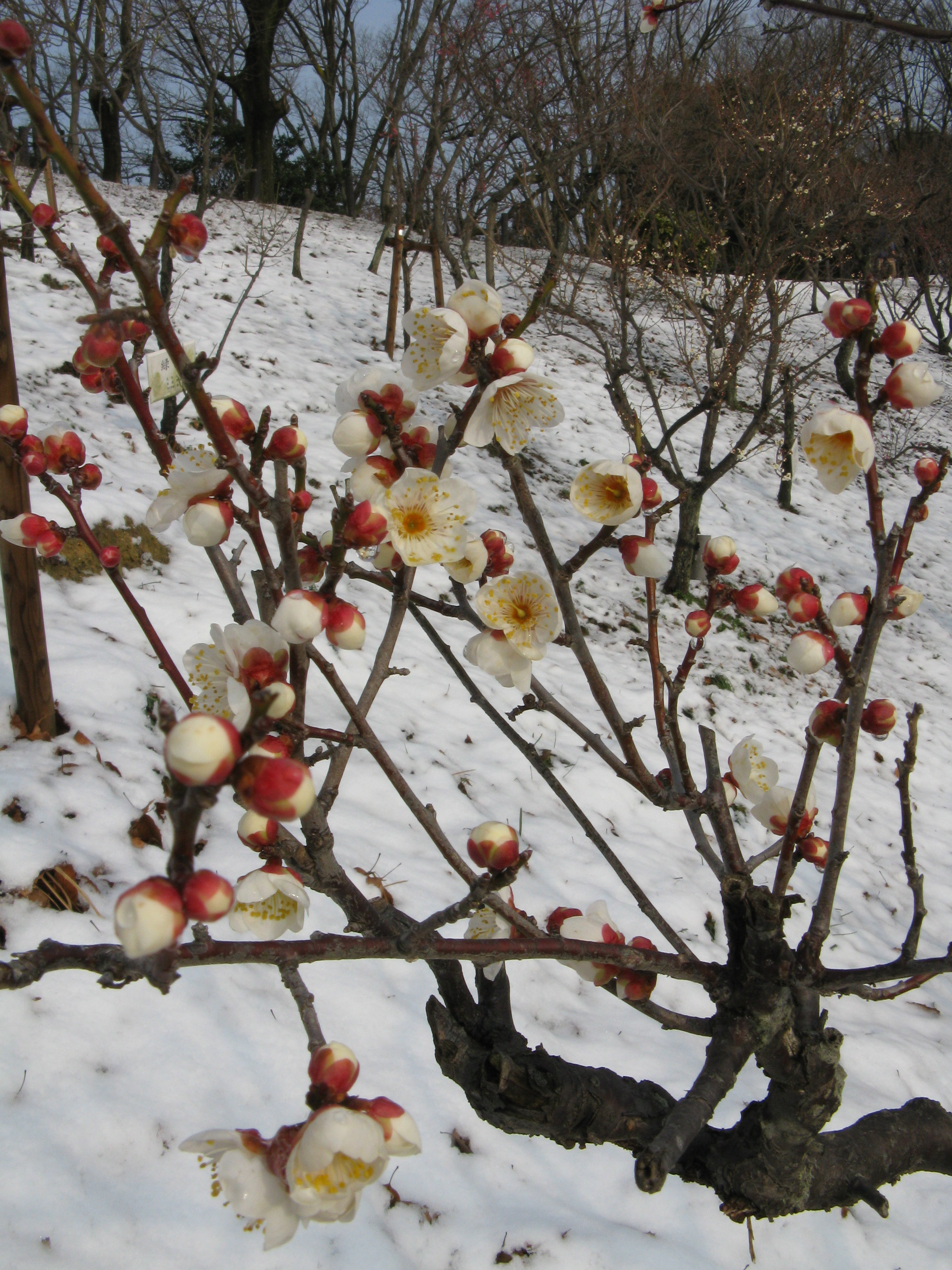
Weiße Büten von Prunus mume im Schnee
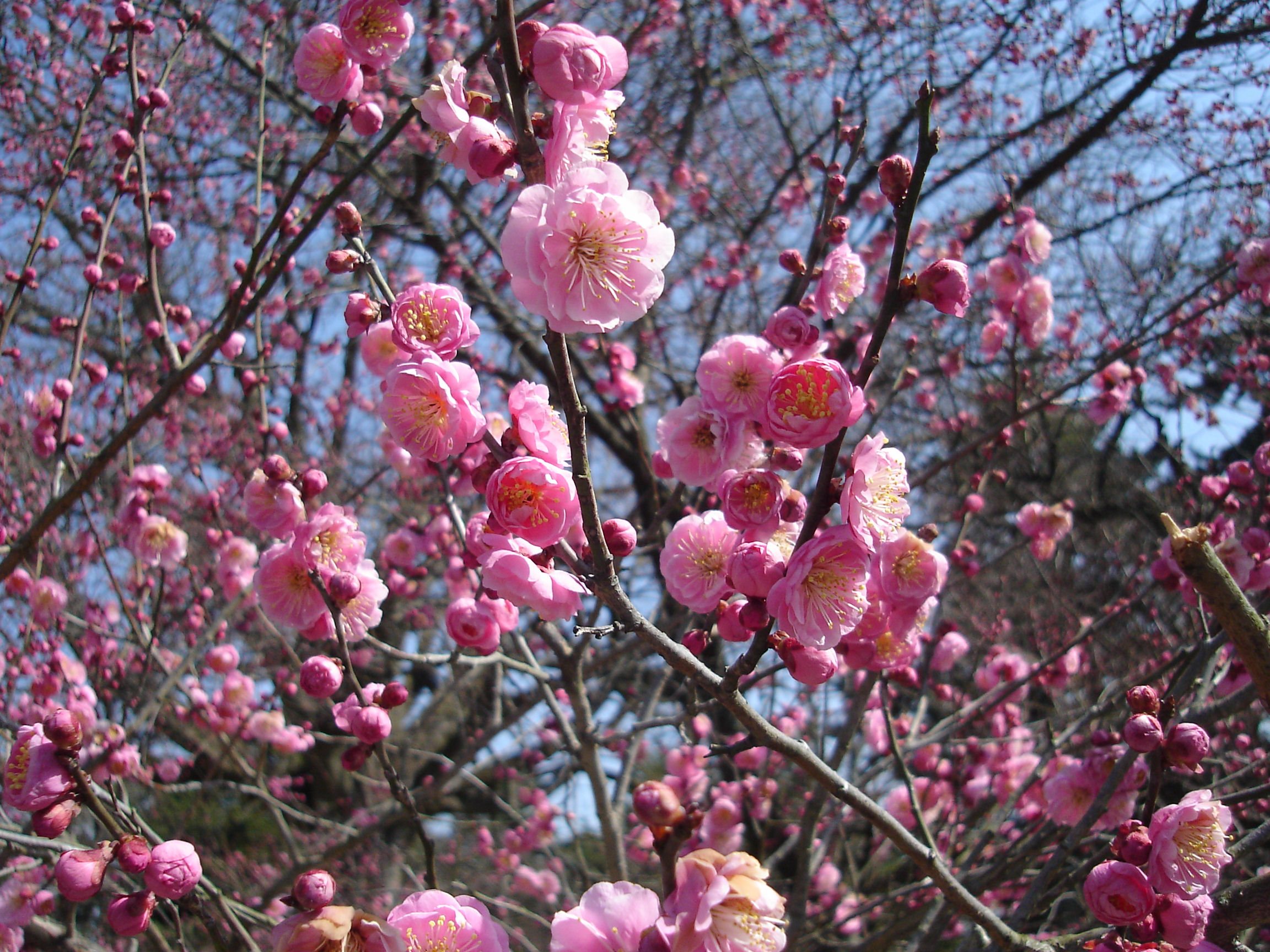
Rosa Blüten von Prunus mume im Kaiserpalast in Kyōto
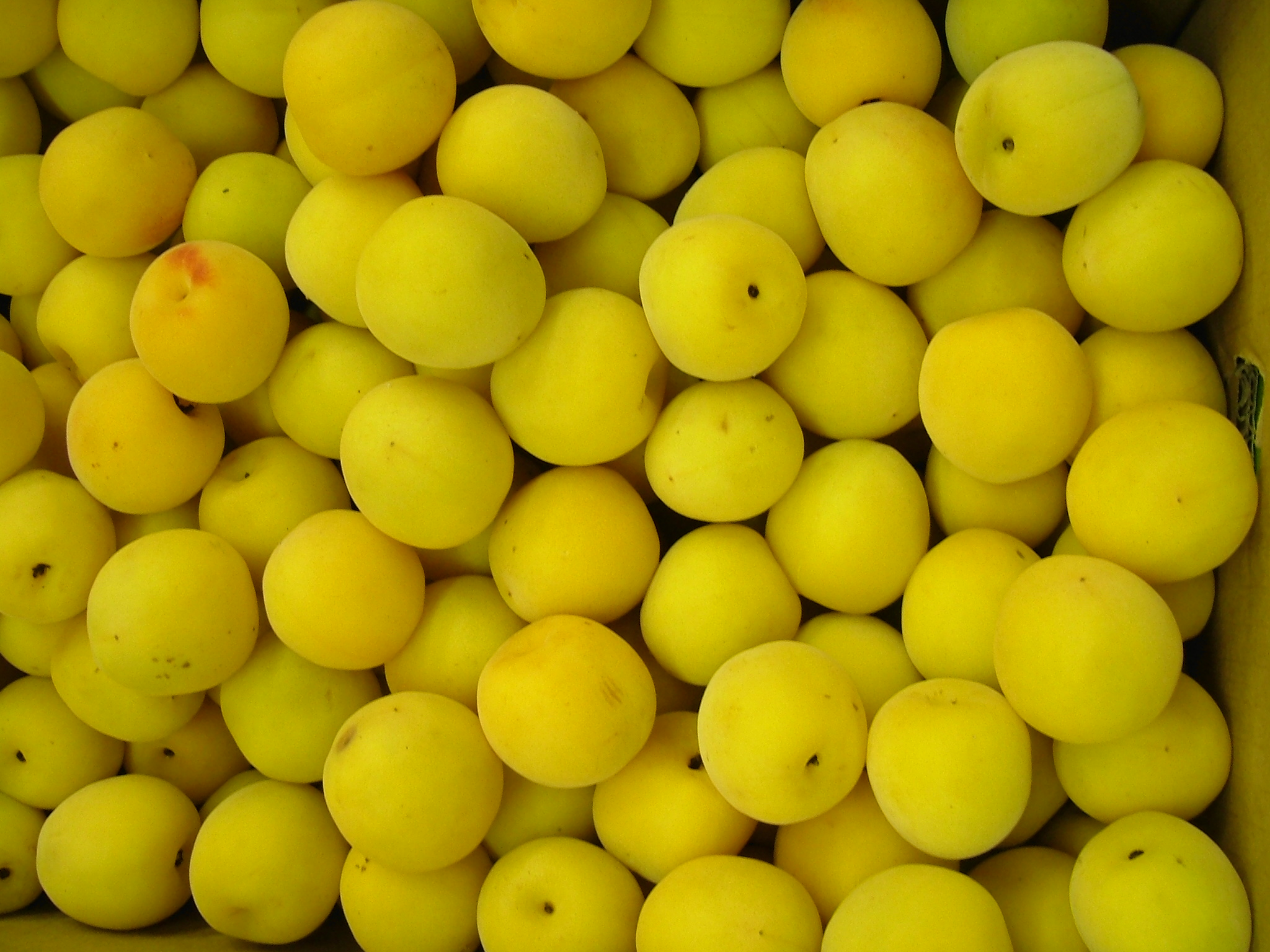
Früchte von Prunus mume
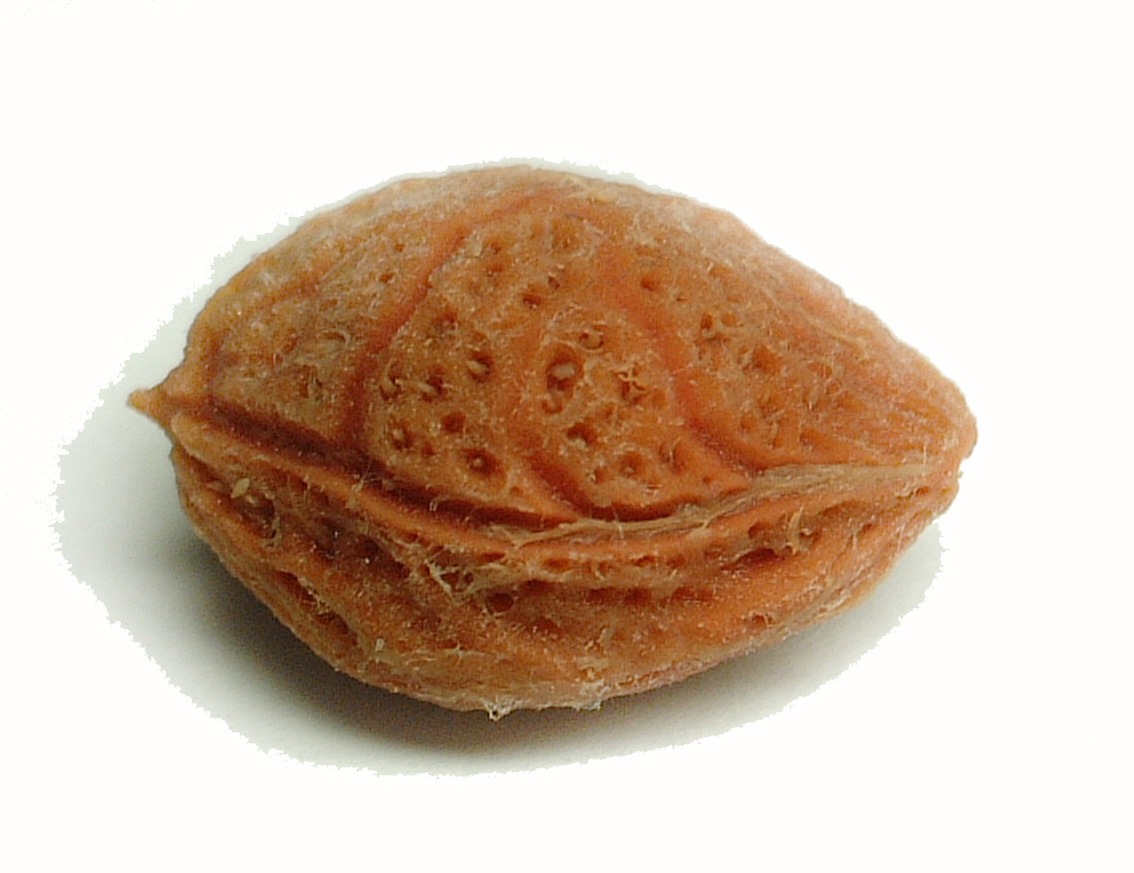
Steinkern von Prunus mume

## Nutzung

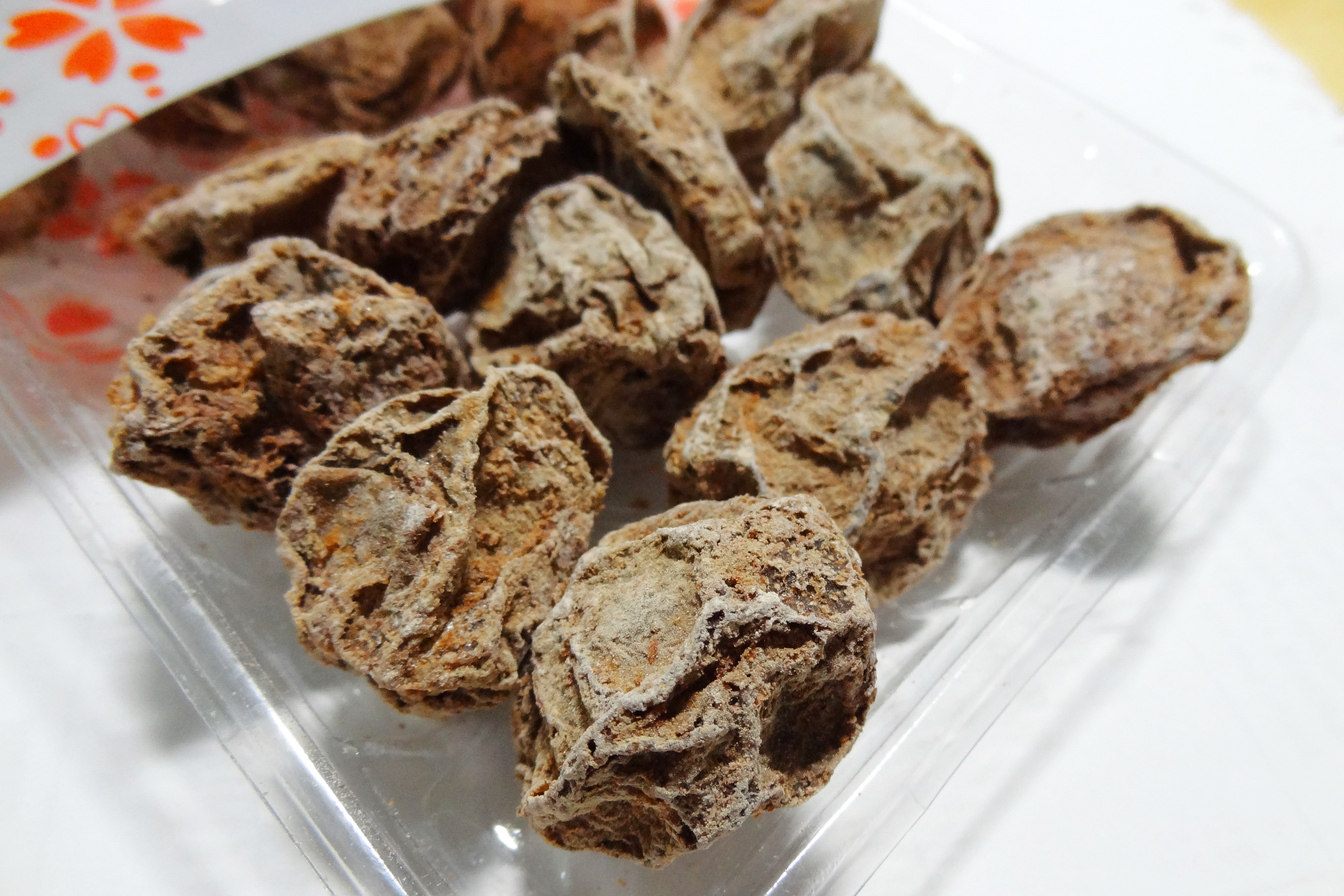
Huàméi (chin.); getrocknete Ume-Früchte

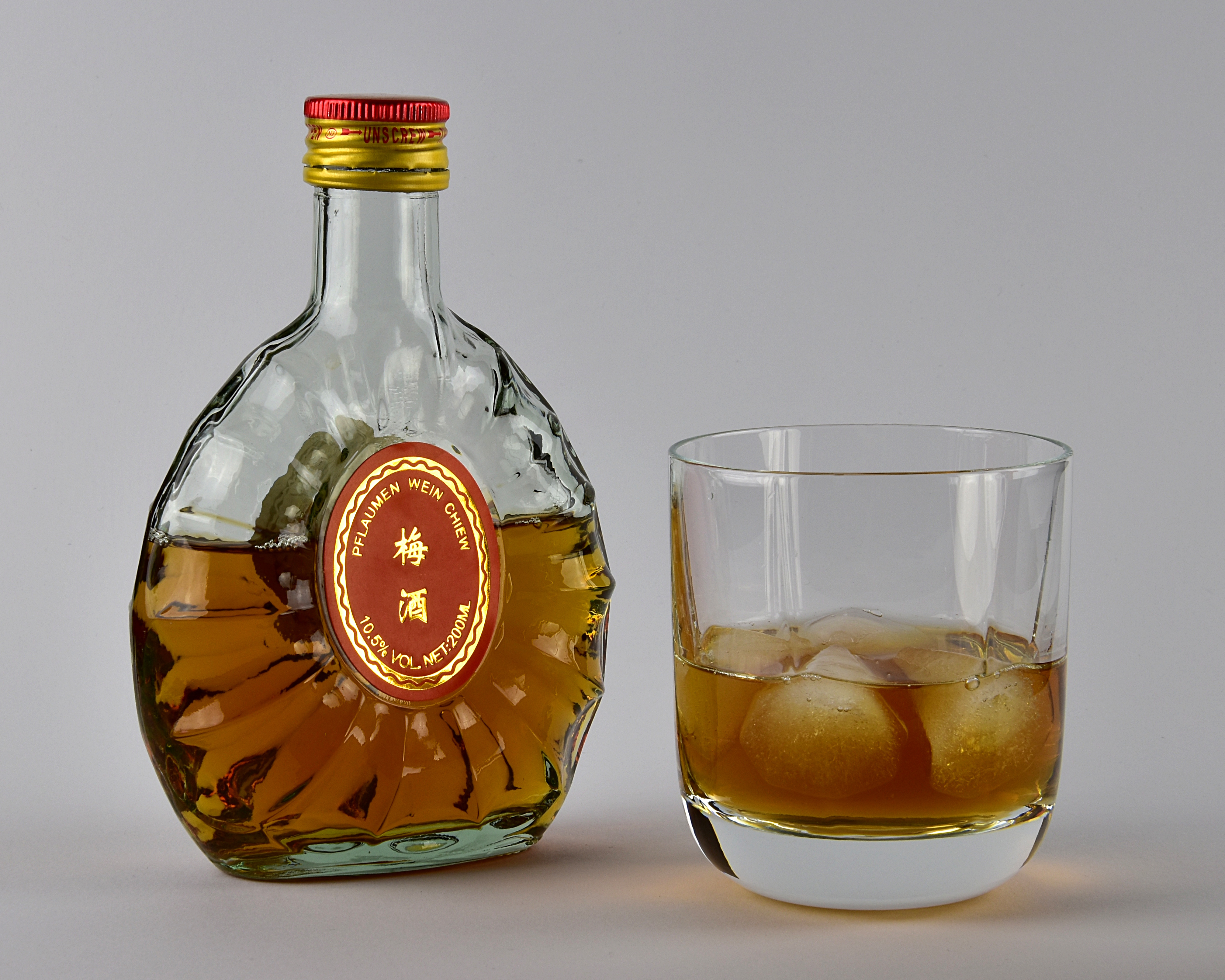
Chinesischer „Pflaumenwein“ méijiǔ (chin. 梅酒) mit Eiswürfeln

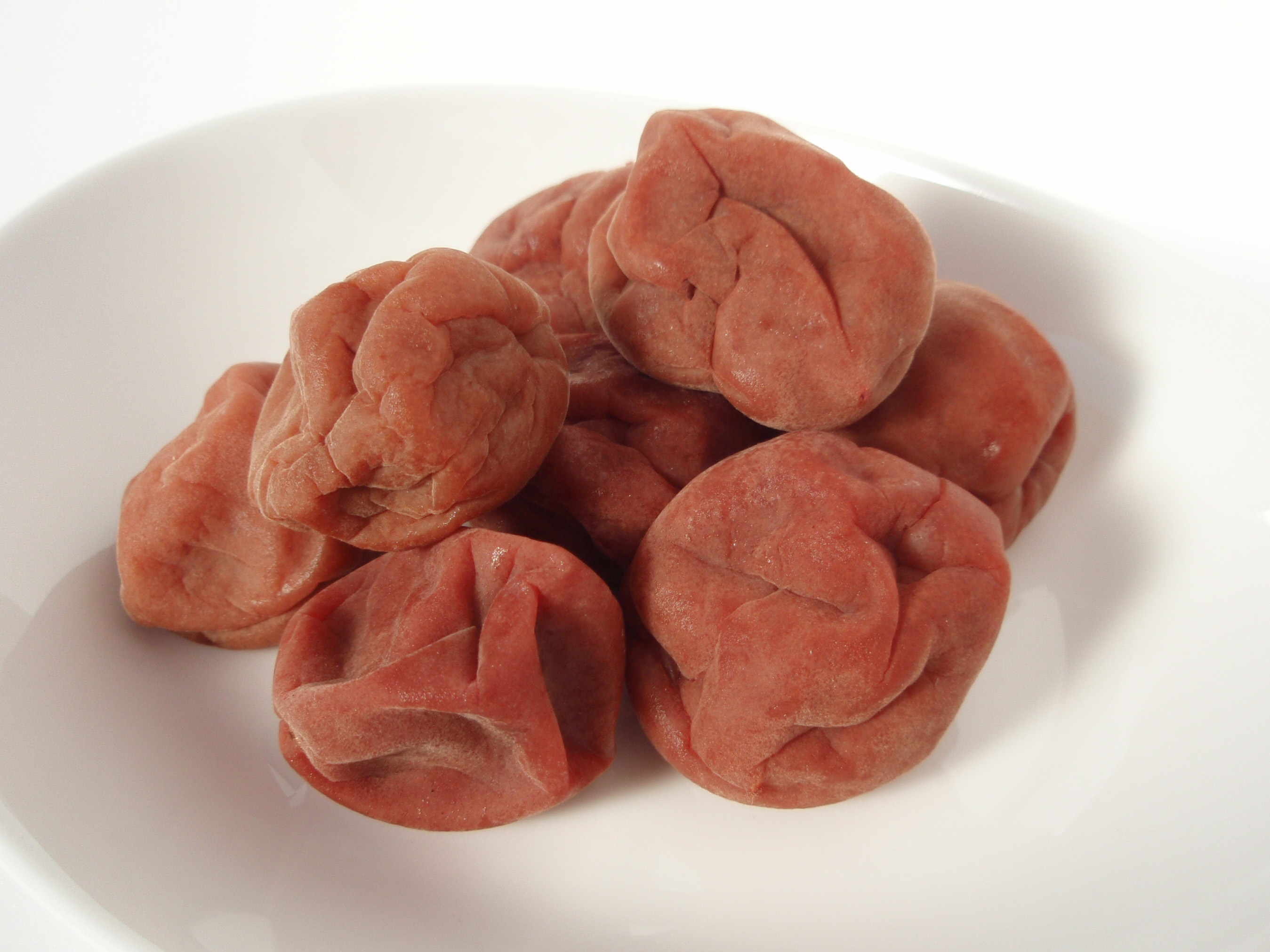
Umeboshi-Pflaumen (jap. 梅干)

Ume-Sirup, ein Extrakt, wird durch Einlegen der Früchte in Zucker gewonnen. Er schmeckt süß-sauer und wird im Sommer als erfrischendes Getränk in Tee als Maesil-cha (koreanisch 매실차) geschätzt. In Nord- und Südkorea wird er mit zunehmendem Erfolg als gesundes Tonikum unter den Namen Maesil-cheong (kor. 매실청) vermarktet. Die nach dem Einlegen übrig bleibenden Ume-Früchte werden zu Maesil-jangajji (kor. 매실 장아찌) verarbeitet, entweder mit Gochujang oder koreanischer Sojasauce Ganjang und Sojabohnenpaste Doenjang, auch mit Chili-Pulver Gochutgaru, Perilla-Blättern, Knoblauch, Gurken, Winterrettich, Zuckermelone, Essig und Deodeok-Wurzeln (Codonopsis lanceolata).
So wird auch der Saft der unreifen Ume-Früchte in Japan und Korea verwendet. Zur Konservierung werden sie lediglich in Sole eingelegt.
In China werden die Ume-Früchte in Salz, Zucker und Essig sowie Kräutern eingelegt als Suān méizǐ (chin. 酸梅子 – „saure Ume“). Eine andere Variante ist Huàméi (chin. 话梅), wofür die Ume-Früchte in Sole eingelegt und danach an der Sonne getrocknet, gezuckert und mit Zitronensaft sowie weiteren Gewürzen (Anis, Gewürznelken oder Zimt) abgeschmeckt werden.
Ein traditionelles kaltes, süßsaures, Erfrischungsgetränk ist das Bīngzhèn Suānméitāng (chin. 冰镇酸梅汤 – „eisgekühltes Suanmeitang“) aus geräucherten Ume-Früchten (chin. 乌梅,  wūméi – „schwarze Ume“) sowie wahlweise weiteren Zutaten. Gewürzt wird es meistens mit Kandiszucker, der mit der süßen Duftblüte parfümiert wird, Fiederblatt-Weißdorn (Crataegus pinnatifida), Chinesischem Süßholz (Glycyrrhiza uralensis) und etwas Salz. Zusätzlich können wahlweise getrocknete Mandarine oder Chinesische Jujube, Zimtkassien-Rinde und -Blüten, Gewürznelken sowie Rosenblüten zugefügt werden.
Des Weiteren gibt es eine dicke, süße Sauce, Méizǐjiàng (chin. 梅子酱 – „Ume-Würzsoße“), auch Méijiàng (chin. 梅酱) genannt, aus eingekochten Ume-Früchten mit raffiniertem oder Rohzucker, Salz und etwaigen Gewürzen oder einfach als süße Marmelade.
In der japanischen Küche findet die Ume folgende Verwendung:
- Umeshu (jap. 梅酒), also „Ume-Alkohol“, ist ein alkoholisches Getränk, das durch Einlegen von grünen Ume-Früchten in Shōchū, einem klaren Branntwein, hergestellt wird; es gibt auch chinesische und koreanische Varianten
- Umeboshi (jap. 梅干), also „getrocknete Ume“, sind in Salz und in Shiso-Blättern eingelegte Ume-Früchte; das Pendant in China heißt Suān méizǐ (chin. 酸梅子)
- Ume-Su (jap. 梅酢), also „Ume-Essig“, ist die Flüssigkeit, die während der Milchsäuregärung der Früchte entstanden ist. Mit seinem säuerlichen Geschmack kann man ihn wie Essig einsetzen. Mit einem Unterschied: Ume-Su ist sehr salzig, somit muss das Gericht nicht gesalzt werden. Ume Su ist weniger säurehaltig als herkömmliche Essigsorten.[23][24][25]

## Kulturelle Bedeutung
In der chinesischen Kultur wird die Ume, besonders aber ihre Blüte, hochgeschätzt. Ume blüht in der kältesten Zeit des Jahres und wird deswegen als Symbol für Lebenskraft und das Trotzen widriger Bedingungen angesehen. Ume, Kiefer und Bambus werden die „Drei Winterfreunde“ (chin. 岁寒三友,  suìhán sānyǒu) genannt. Ferner bildet die Ume mit Orchidee, Bambus und Chrysantheme (chin. 梅兰竹菊,  méilán zhújú) die sogenannten „Vier Edelmänner“ (chin. 四君子,  sì jūnzǐ). Dieses Quartett symbolisiert im sinokulturellen Raum Asiens die vier Jahreszeiten, Orchidee (兰,  lán) für den Frühling, Bambus (chin. 竹,  zhú) für den Sommer, Chrysantheme (chin. 菊,  jú) für den Herbst und Ume (chin. 梅,  méi) für den Winter.

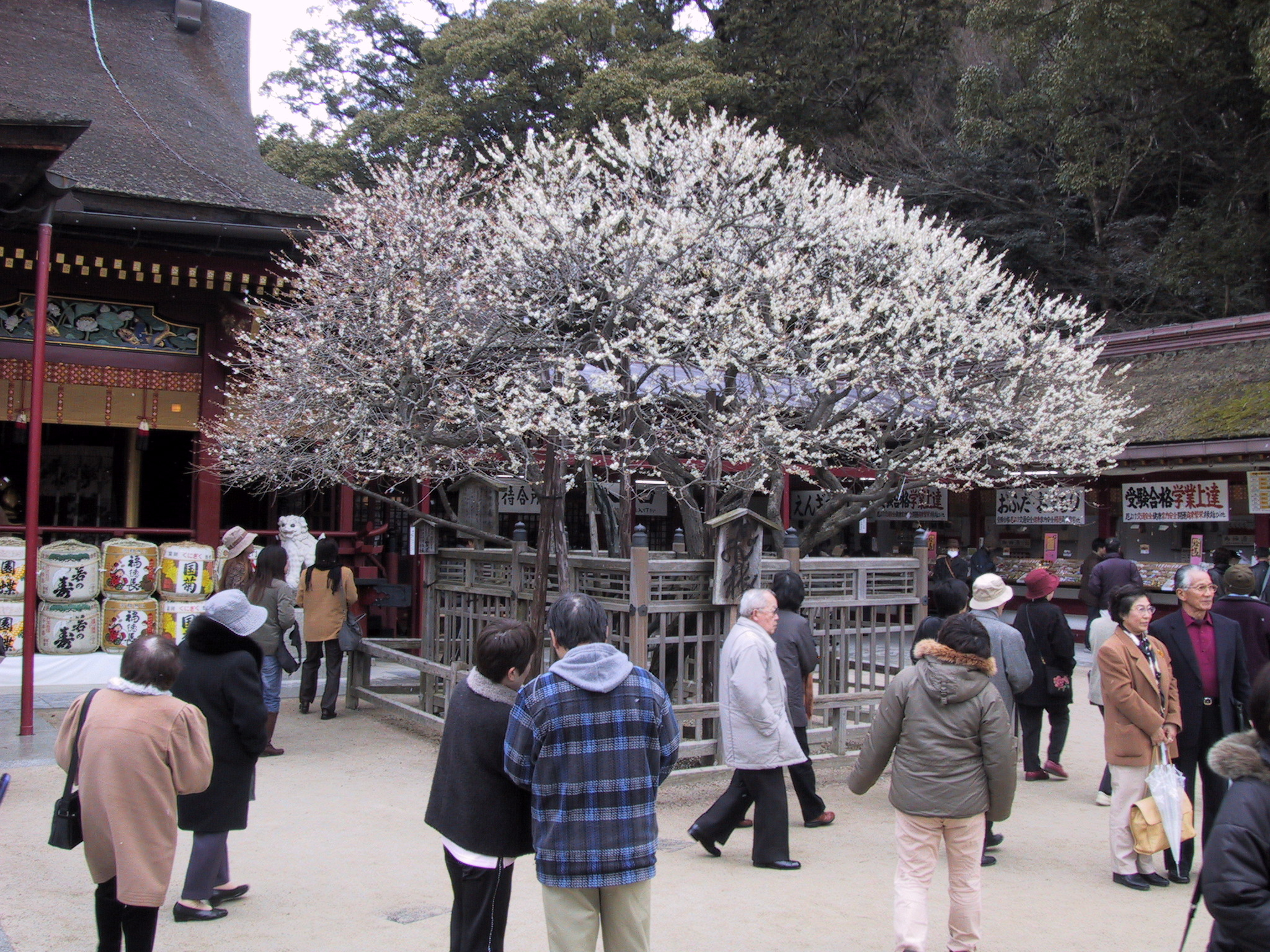
Der Ume-Baum, der angeblich nach Kyūshū flog, um bei Sugawara no Michizane zu sein

Am 21. Juli 1964 bestimmte das Parlament der Republik China (Taiwan) Ume als Staatsblüte. China Airlines zeigt deswegen auf der Heckflosse seiner Maschinen eine Ume-Blüte. Jedes dieser Bilder ist von Hand gemalt, weswegen sie alle unterschiedlich sind.
Die Volksrepublik China hat keine Staatsblüte, die Ume wird jedoch neben der Pfingstrose als die aussichtsreichste Kandidatin gehandelt.
1928 bestimmte die damalige Hauptstadt der Republik China, Nanjing, die Ume als Stadtblüte. 1982 wurde dieser Beschluss von der (nun volksrepublikanischen) Stadtregierung bestätigt.
Viele Autoren, unter anderem Wang Anshi und Mao Zedong, haben der Ume Gedichte gewidmet, sie wurde auch im Man’yōshū erwähnt.
Auf der chinesischen 100-Yuan-Renminbi-Note ist eine Ume-Blüte abgebildet. Beispielsweise nutzt die chinesische Reederei OOCL eine stilisierte Ume-Blüte im Firmenlogo.
In China wird das Schriftzeichen Méi (chin. 梅) für Ume auch als Name genutzt sowohl als Familienname (z. B. Anita Mui, 梅艷芳,  Méi Yànfāng, Jyutping Mui2 Jim6fong1) als auch in Vornamen, besonders beliebt bei Frauen.
Ume-Blüten werden in der japanischen Poesie oft als Symbol des beginnenden Frühlings verwendet. Vor allem in traditionellen japanischen Gedichten (Haiku, Tanka und Renga) sind sie ein Sinnbild (Kigo) für den Frühlingsanfang.
Die Blüten werden mit dem Singvogel Uguisu, einem der Symbole der Stadt Nara, in Verbindung gebracht. Zusammen bilden beide eine der zwölf Farben der japanischen Spielkarten (Hanafuda).
In der Nara-Zeit war die Ume-Blüte beliebter als die heute bevorzugte Kirschblüte (Sakura), die erst nach der Heian-Zeit populär wurde.
Der Ume-Baum wird im Shintō mit dem Kami Tenjin in Verbindung gebracht und deshalb an dessen Schreinen gepflanzt. Auch in China wird er geliebt und gefeiert und dort oft zur Dekoration des chinesischen Neujahrsfestes verwendet.